# Pseudomalus auratus

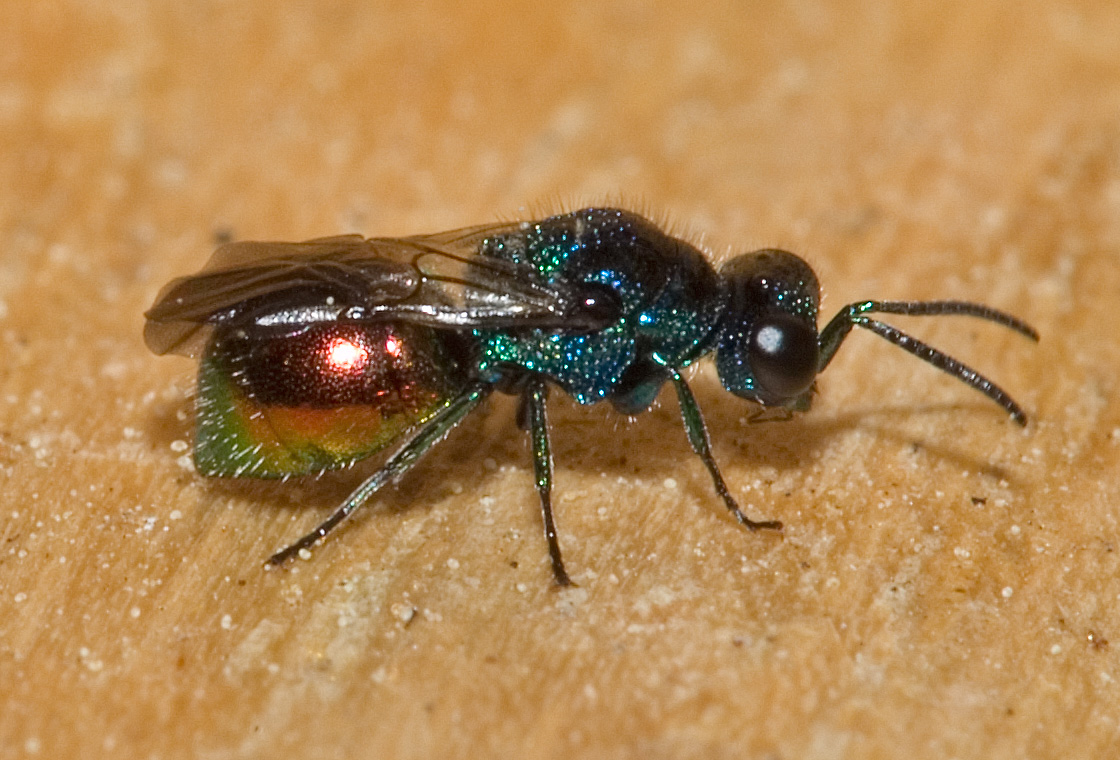

Pseudomalus auratus – gatunek błonkówki z rodziny złotolitkowatych i plemienia Elampini.

## Taksonomia
Gatunek ten został opisany w 1758 roku przez Karola Linneusza jako Sphex aurata. Klasyfikowany był również w rodzaju Omalus.

## Opis
Ciało długości od 2 do 6 mm. Tułów błękitnej lub zielonej barwy, odwłok zaś złocistej. Wierzch głowy, tułowia i trzeciego tergitu z długim i odstającym owłosieniem. Policzki długości zbliżonej do szerokości żuwaczki. Punktowanie śródplecza gęste i dość wyraźne. Zatarczka słabo sklepiona. Liczba ząbków przedkońcowych na pazurkach stóp większa niż dwa. Trzeci tergit odwłoka z wycięciem pośrodku tylnej krawędzi zwykle głębokim. Od podobnego P. triangulifer różni się środkowymi członami czułków mniej więcej tak długimi jak szerokimi.

## Biologia
Gatunek pasożytniczy. Wśród żywicieli notowane były błonkówki: Pemphredon lethifer, Pemphredon unicolor, Cemonus unicolor, Passaloecus turionum, Passaloecus gracilis, Trypoxylon figulus, Trypoxylon attenuatum, Trypoxylon clavicerum, Pemphredon lugubris, Passaloecus brevicornis, Rhopalum tibiale, Philanthus, Cerceris rybyensis, Psenulus concolor, Crabro, Cemonus shuckardi, Corynopus coarctatus, Passaloecus insignis, Rhopalum coarctatum, Ectemnius, Passaloecus singularis, Pemphredon lethifer, Passaloecus pictus, Ceratina. Hyleus i Anthidium lituratum.
Na P. auratus pasożytują z kolei błonkówki: Leptocryptus fragilis, Diomorus igneiventris, Perithous divinator, Perithous mediator i Diomorus calcaratus.

## Rozprzestrzenienie
Gatunek holarktyczny, w Polsce rozpowszechniony.